# 瑟里西比勒
瑟里西比勒（法語：Cerisy-Buleux，法語發音：[səʁizi bylø]）是法国上法蘭西大區索姆省的一个市镇，属于阿布维尔区。

## 地理
瑟里西比勒（49°58'34"N, 1°44'20"E）面积5.6 平方千米，位于法国上法蘭西大區索姆省，该省份为法国北部沿海省份，北起加来海峡省和北部省，西接滨海塞纳省和大西洋英吉利海峡，南至瓦兹省，东临埃纳省。
与瑟里西比勒接壤的市镇（或旧市镇、城区）包括：弗雷讷蒂洛卢瓦、瓦斯蒙、朗比雷勒、圣马克桑、维勒鲁瓦。
瑟里西比勒的时区为UTC+01:00、UTC+02:00（夏令时）。

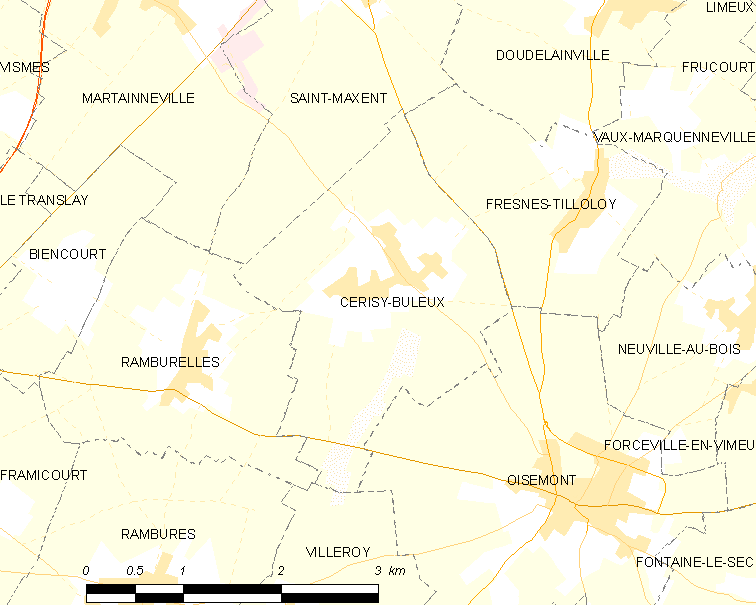
瑟里西比勒的OSM定位图

## 行政
瑟里西比勒的邮政编码为80140，INSEE市镇编码为80183。

## 政治
瑟里西比勒所属的省级选区为皮卡第地区普瓦县。

## 人口

1962-2008年间瑟里西比勒人口变化图示

瑟里西比勒于2022年1月1日时的人口数量为277人。